# Medal Uciekinierów z Niewoli
Medal Uciekinierów z Niewoli (fr. Médaille des Évadés) – francuskie wojskowe odznaczenie o charakterze pamiątkowym ustanowione 20 sierpnia 1926. Przyznawane było jeńcom wojennym oraz ludności okupowanych Alzacji i Lotaryngii, za zakończoną sukcesem ucieczkę z niewoli w czasie wojny francusko-pruskiej oraz I wojny światowej, rozszerzoną o ucieczki ludności cywilnej podczas II wojny światowej.